# Philydor
Philydor là một chi chim trong họ Furnariidae.